# Федеріко Гаспероні
Федеріко Гаспероні (італ. Federico Gasperoni; нар. 10 вересня 1976, Сан-Марино, Сан-Марино) — санмаринський футболіст, воротар, шосейний велогонщик. Виступав за національну збірну Сан-Марино.

## Клубна кар'єра
У 1998—2001 роках виступав за «Фольгоре Фальчано», у складі якого виграв чемпіонат Сан-Марино (також двічі виходив у фінал чемпіонату, Кубок Титанів та Кубок УЄФА). Згодом перейшов до клубу «Урбіно», з яким виграв регіональну першість Еччеленця у Марці. Виступав за вище вказану команду в Серії D, що зробило його одним із небагатьох гравців збірної, який грав у національному чемпіонаті Італії. Також виступав за нижчолігові італійські клуби «Петракурта», «Кальчінеллі», «Каттоліка» та «Розетана». Під час свого другого періоду перебування в «Каттоліці» (Промосьйоне, шостий дивізіон італійського футболу) запам’ятався тим, що до січня 2010 року пропустив 10 м'ячів у 4-х поєдинках. Футбольну кар'єру завершив 2010 року в санмаринській «Мураті». Після завершення кар'єри гравця почав тренувати воротарів в академії при ФФСМ.

## Кар'єра в збірній
9 жовтня 1997 року дебютував за національну збірну Сан-Марино в програному (0:3) матчі проти Бельгії в Серравалле. 25 квітня 2001 року зіграв у Ризі в нічийному (1:1) поєдинку проти Латвії, у якій Сан-Марино здобуло своє друге в історії очко у кваліфікації чемпіонату світу та вперше не зазнало поразки на виїзді. Брав участь у XIII Середземноморських іграх (Барі 1997) Востаннє футболку збірної одягнув 2005 року, в програному (0:6) поєдинку проти Іспанії. Загалом у період з 1996 по 2005 рік провів за національну збірну 41 матч, в яких пропустив 165 м'ячів. Залишався основним воротарем, а по завершенні кар'єри «першим номером» у воротах збірної Сан-Марино став Альдо Сімончіні. Встановити рекорд за кількістю зіграних матчів Федеріко завадила травма коліна, яку отримав 4 червня 2005 року в програному (1:3) домашньому поєдинку проти Боснії і Герцеговини, а його місце зайняв Мікеле Чекколі.

## Кар'єра велогонщика
Брав участь у Іграх малих держав Європи 2011 року з велоспорту, де зайняв 13-те місце в шосейній гонці. Він також брав участь у шосейних гонках на Іграх малих держав Європи 2013 та Іграх малих держав Європи 2017 (на останньому з вище вказаних турнірів виграв золоту медаль).

## Досягнення

### Командні (футбол)
«Фольгоре Фальчано»
- Суперкубок Сан-Марино
  -  Володар (1): 2000

«Урбіно»
- Чемпіон Еччеленці (регіон Марка)
  -  Чемпіон (1): 2002/03

### Індивідуальні
- Кришталевий м'яч (Футболіст року в Сан-Марино) (1): 2004

### Командні (велогонка)
- Чемпіонат Сан-Марино (групова гонка)
  -  Чемпіон (1): 2013
  -  Бронзовий призер (1): 2015

- Ігри малих держав Європи (групова командна гонка)
  -  Чемпіон (1): 2017